# Guillem I de Prússia
Guillem I de Prússia (Berlín 1797 - 1888). Rei de Prússia i primer kàiser d'Alemanya d'ençà de la Unificació de 1871. Pertanyia a la històrica Dinastia dels Hohenzollern.

## Naixement i Formació
El futur rei i emperador va néixer William Frederick Louis de Prússia (Wilhelm Friedrich Ludwig von Preußen) al Kronprinzenpalais al Castell reial de Berlín, el 22 de març de 1797. Com a segon fill de Lluïsa de Mecklenburg-Strelitz i del príncep Frederic Guillem, ell mateix fill del rei Frederic Guillem II, no s'esperava que Guillem ascendís al tron. Entre els seus ancestres hom hi pot trobar el primer rei de Prússia, el rei Frederic I de Prússia, entre molts d'altres membres de famílies reials principalment germàniques. El seu avi va morir l'any que va néixer, als 53 anys, el 1797, i el seu pare Frederic Guillem III es va convertir en rei. Va ser educat entre 1801 i 1809 per  Johann Friedrich Gottlieb Delbrück , que també estava a càrrec de l'educació del germà de Guillem, el príncep hereu Frederick William. Als dotze anys, el seu pare el va nomenar oficial de l'exèrcit prussià.

## Primers anys de vida i carrera militar
Va ser educat entre 1801 i 1809 per  Johann Friedrich Gottlieb Delbrück , que també estava a càrrec de l'educació del germà de Guillem, el príncep hereu Frederick William. Als dotze anys, el seu pare el va nomenar oficial de l'exèrcit prussià.

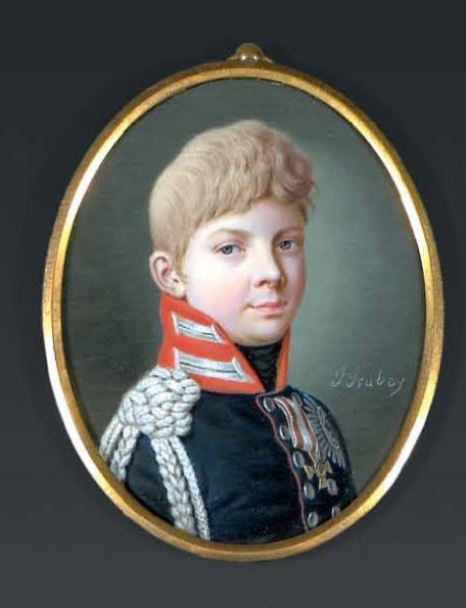
El príncep Guillem als 13 anys, c. 1810

Com a segon fill baró de la parella reial rebé una educació secundària allunyada de la que rebé el seu germà, el rei Frederic Guillem IV de Prússia. A més a més, durant la seva infància es veié obligat a seguir la seva família a l'exili propiciat per l'ocupació napoleònica de Prússia i de tota Alemanya.
L'any 1814, a les darreries de les guerres napoleòniques i quatre anys després de la mort de la seva mare, ingressà a l'exèrcit prussià. Lluità en les darreres batalles contra els exèrcits napoleònics demostrant ésser un soldat valent i capaç. Entre el 1815 i el 1848 realitzà diferents serveis diplomàtics que el consagraren com un coneixedor de les relacions diplomàtiques de l'anomenada era Metternich.

## Casament i descendència
L'any 1829 es casà amb la duquessa Augusta de Saxònia-Weimar-Eisenach, filla del gran duc Carles Frederic I de Saxònia-Weimar-Eisenach i de la gran duquessa Maria de Rússia. Augusta era neta del tsar Pau I de Rússia. El casament es produí després que Guillem hagués hagut de renunciar a casar-se amb l'amor de la seva vida, una aristòcrata polonesa anomenada Elisa Radziwill. El seu matrimoni va ser exteriorment estable, però no gaire feliç.
La parella s'establí a Berlín i posteriorment a Colònia. Tingueren dos fills:
- SM el kàiser Frederic III de Prússia, nascut el 1831 a Potsdam i mort el 1888 a Potsdam. Es casà amb la princesa reial Victòria del Regne Unit.
- SAR la princesa Lluïsa de Prússia, nascuda el 1838 a Berlín i morta el 1923 a Baden-Baden. Es casà amb el gran duc Frederic I de Baden.

El 1834-37 va fer construir el Palau Vell de Berlín com a nova casa familiar, en la qual va continuar vivint després com a rei i emperador, mentre que només va utilitzar el Palau de Berlín amb finalitats representatives. Al voltant d'aquesta època, Guillem es va vincular sentimentalment amb la seva cosina, la noble polonesa Elisa Radziwill. El 1826, William es va veure obligat a trencar la relació pel seu pare, que la va considerar inadequada. S'afirma que Elisa va tenir una filla il·legítima de William que va ser criada per Joseph i Caroline Kroll, propietaris de l’Òpera Kroll de Berlín, i se li va donar el nom d'Agnes Kroll. Es va casar amb un Carl Friedrich Ludwig Dettman (conegut com Louis) i va emigrar a Sydney, el 1849. Tenien una família de tres fills i dues filles. Agnès va morir el 1904.
El 7 de juny de 1840 el seu germà gran es va convertir en rei de Prússia. Com que no tenia fills, Guillem va ser el primer en la línia per succeir-lo al tron i, per tant, va rebre el títol de Prinz von Preußen. En contra de les seves conviccions però per lleialtat cap al seu germà, Guillem va signar el projecte de llei de creació d'un parlament prussià el 1847 i va ocupar un escó a la cambra alta, la Cambra dels Lords prussiana.

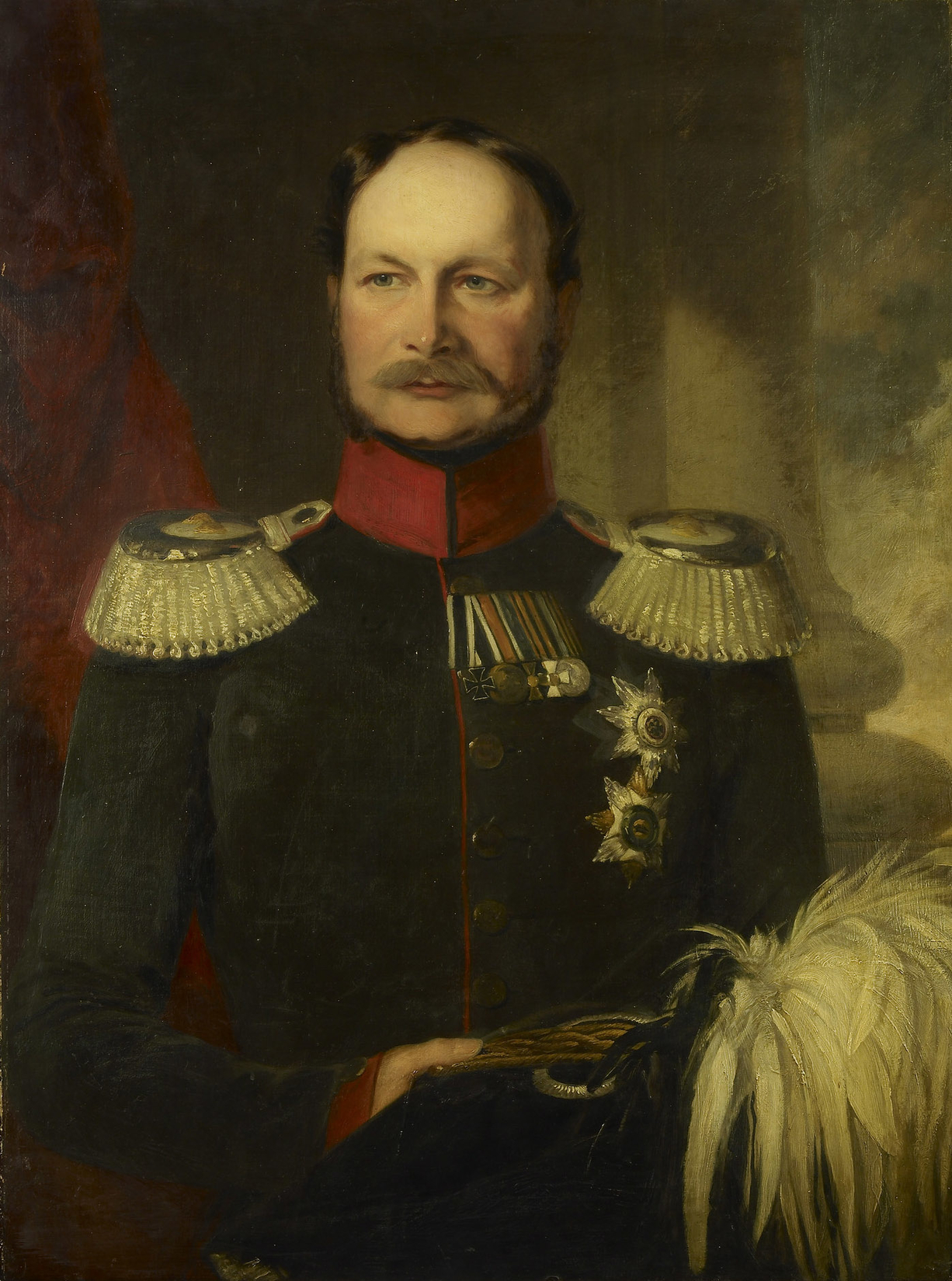
Retrat del príncep Guillem, per Frederick Richard Say, c. 1848

Durant les revolucions de 1848, Guillem va aixafar amb èxit una revolta a Berlín dirigida a Frederic Guillem IV. L'ús de canons el va fer impopular en aquell moment i li va valer el sobrenom Kartätschenprinz (Príncep de Grapeshot). En efecte, va haver de fugir a Anglaterra durant un temps, disfressat de comerciant. Va tornar i va ajudar a reprimir un aixecament a Baden, on va comandar l'exèrcit prussià. L'octubre de 1849, va esdevenir governador general de la província del Rin i de la província de Westfàlia, amb un escó al Palau Electoral de Coblença.
Durant la seva estada a Coblenza, William i la seva dona van entretenir erudits liberals com l'historiador Maximilian Wolfgang Duncker, August von Bethmann-Hollweg i Clemens Theodor Perthes. L'oposició de Guillem a les idees liberals es va suavitzar gradualment.
El 1854, el príncep va ser elevat al rang de mariscal de camp i nomenat governador de la fortalesa federal de Magúncia. El 1857 Frederic Guillem IV va patir un ictus i es va quedar amb discapacitat mental per a la resta de la seva vida. El gener de 1858, Guillem es va convertir en príncep regent per al seu germà, inicialment només temporalment, però després d'octubre de manera permanent. En contra del consell del seu germà, Guillem va jurar el càrrec sobre la constitució prusiana i va prometre preservar-la sòlida i inviolable. Guillem va nomenar un liberal, Karl Anton von Hohenzollern-Sigmaringen, com a ministre president i així va iniciar el que es va conèixer com la Nova Era a Prússia, tot i que hi va haver conflictes entre William i la majoria liberal del Landtag en qüestions de reforma de les forces armades.

## Rei de Prússia i Kàiser d'Alemanya

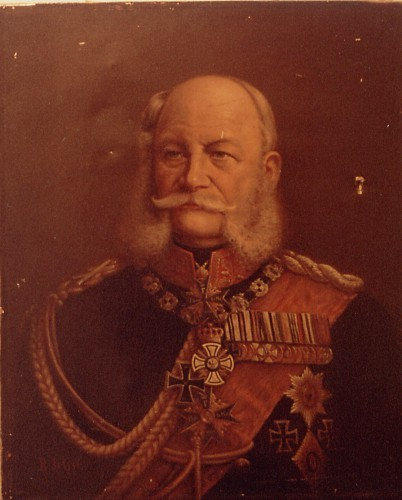
Guillem I de Prússia

L'any 1858, davant la incapacitat del seu germà el rei Frederic Guillem IV de Prússia, fou nomenat príncep regent de Prússia, i l'any 1861, quan aquest morí, esdevingué rei de Prússia.
El 2 de gener de 1861, el rei Frederic Guillem IV de Prússia moria i ascendia al tron el rei Guillem I. Guillem heretà un seguit de conflictes entre la Corona i el Parlament que es remuntaven a la revolució de 1848. Fou considerat un rei políticament neutral i menys intervencionista que el seu germà. Guillem trobà una solució conservadora al conflicte: el nomenament del canceller Otto von Bismarck, ja que segons la Constitució prussiana el nomenament del canceller era únicament competència del rei. El comte von Bismark, que procedia d'una família de junkers prussians de Brandenburg, tenia una visió política conservadora, monàrquica i aristocràtica. A partir del nomenament, Guillem confià plenament en la gestió política de Bismarck.
La política exterior del regnat de Guillem I anà encarada a la consecució de la unitat germànica que el seu germà gran havia ajornat i relegat a un segon pla. La política bismarckiana pretenia la unió a través de deixar fora de combat els principals enemics d'aquesta.
En primer lloc es desenvolupà la guerra contra Dinamarca. El rei de Dinamarca, Cristià IX de Dinamarca, exigí la sobirania històrica dels ducats de Holstein i de Schleswig que eren possessió de Dinamarca però dins de la Confederació Germànica. El fet fou considerat una ofensa pels molts alemanys que vivien als ducats i fou utilitzat per declarar la guerra a Dinamarca. Una aliança austroprussiana derrotà els danesos i aquests foren expulsats dels ducats, que foren repartits entre Àustria i Prússia.
En segon lloc, Prússia aprofità un seguit de conflictes entre Àustria i Prússia arran de la gestió dels ducats per declarar la guerra als austríacs. La guerra es desenvolupà en dos blocs: mentre Àustria era recolzada pels seus aliats tradicionals del sud i de l'oest d'Alemanya, Prússia era recolzada pels estats del nord. La guerra acabà amb la derrota austríaca a la batalla de Sadowa (1866) i com a conseqüència Àustria fou expulsada de la Confederació Germànica. Prússia s'annexionà el regne de Hannover, el landgravinat de Hessen-Kassel i la ciutat de Frankfurt, aliats d'Àustria. Alhora creà per ella i els seus aliats la Confederació Germànica del Nord.
Malgrat tot, les reticències franceses a una Alemanya unificada feren que es declarés la guerra francoprussiana. La derrota de les tropes de l'emperador Napoleó III de França en tan sols un any provocà que la monarquia francesa caigués i es fundés l'imperi Alemany (II Reich)) governat per Prússia. La unificació alemanya a l'estil prussià crea un estat que alhora n'engloba d'altres, ja que prop de trenta entitats sobiranes formaven el II Reich. La pau de Frankfurt imposada a França fou extremadament dura en tant que se'ls hi imposava l'amputació dels territoris d'Alsàcia i Lorena, que passarien a ser controlats per una administració imperial prussiana.
L'acceptació per part de Prússia es feu després que el rei Lluís II de Baviera sol·lictés al rei prussià que acceptés el títol d'emperador. Una altra condició era que no s'escollís el títol emperador dels alemanys per les reminiscències liberals que aquest tenia.
En les seves memòries, von Bismarck qualificà el sobirà com «una persona feta a l'antiga, cortesana i com un educat gentleman, alhora d'un genuí oficial prussià que tenia un excepcional sentit de l'humor« ».
De cara a la política interna, tant el kàiser com el canceller von Bismarck estaven d'acord en la repressió dels partits d'esquerres i liberals. Així, l'any 1878 l'anarquista Max Hödel atemptà frustradament a Berlín contra el kàiser, que acabava de promulgar una llei antisocialista que pretenia lluitar contra les classes obreres i els moviments socialistes. Malgrat tot, el govern del rei Guillem inicià un seguit de reformes socials que són considerades la creació d'un dels primers estats del benestar d'Europa. Es realitzaren les primeres assegurances per la vellesa, la malaltia o la incapacitat. Per molts autors, aquestes reformes són explicables per intentar evitar a Alemanya uns fets com els de la Comuna de París de 1873.

## Darrers anys i mort
L'agost de 1878, Alexandre II de Rússia, nebot de Guillem, li va escriure una carta (coneguda com a Ohrfeigenbrief) queixant-se del tracte que havien rebut els interessos russos al Congrés de Berlín. En resposta, Guillem, la seva esposa Augusta i el seu fill, el príncep hereu, van viatjar a Rússia (en contra del consell de Bismarck) per reparar posicions en converses cara a cara. Tanmateix, amenaçant una vegada més amb dimitir, Bismarck va superar l'oposició de Guillem a una aliança més estreta amb Àustria-Hongria. A l'octubre, Guillem va acceptar l'Aliança Dual (Zweibund) entre Alemanya i Àustria-Hongria, que estava dirigida contra Rússia.
Un altre intent d'assassinat va fracassar el 28 de setembre de 1883 quan William va presentar el Niederwalddenkmal a Rüdesheim. Un grup d'anarquistes havia preparat un atac amb dinamita que va fracassar a causa del temps humit.
La Conferència de Berlín de 1884–85 organitzada per Otto von Bismarck es pot veure com la formalització de la Lluita per Àfrica. Reivindicant bona part dels territoris sobrants d'Àfrica i Oceania que encara estaven sense reclamar, Alemanya va aconseguir construir el gran imperi colonial alemany.
Malgrat els intents d'assassinat i el paper impopular de Guillem en la revolta de 1848, ell i la seva dona van ser molt populars, sobretot en els seus darrers anys. Molta gent els considerava la personificació de la vella Prússia i els agradava el seu estil de vida auster i senzill.
Guillem I de Prússia morí a Potsdam després d'una curta malaltia, als 90 anys, el dia 9 de març de 1888. Va ser enterrat el 16 de març al Mausoleu del Parc Charlottenburg. El va succeir el seu fill Frederic, que ja estava fatalment malalt (patia càncer de gola). Frederic va passar els 99 dies del seu regnat lluitant contra la seva malaltia abans de morir i va ser succeït pel seu fill gran Guillem el 15 de juny i que per això és conegut com el kàiser dels cent dies. A Guillem I li va dedicar una marxa fúnebre el compositor Friedrich von Wickede (1834-1904).